# Rüschendorf
Rüschendorf ist ein Ortsteil der Stadt Damme im niedersächsischen Landkreis Vechta. 

## Geografie und Verkehrsanbindung
Rüschendorf liegt östlich des Kernortes Damme und westlich des Dümmers. Unweit nördlich verläuft die Landesstraße L 853.

## Kirche
Die neugotische katholische Kirche St. Agnes wurde in den Jahren 1903 bis 1905 erbaut. Im Jahr 1955 wurde der Turm modernisiert.

## Kultur
Seit 1956 gibt es in Rüschendorf einen Schützenverein.